# Jan Thomée
Johannes Thomée dit Jan Thomée (4 décembre 1886 à Delft, et mort le 1er avril 1954 à Delft) est un footballeur international néerlandais, qui évoluait au poste d'intérieur gauche.

## Biographie

### Carrière en club
Médecin généraliste de profession, Thomée passe la quasi-totalité de sa carrière de joueur au DSV Concordia.

### Carrière en sélection
Il dispute un total de 16 matchs en faveur de la sélection néerlandaise, pour 16 buts inscrits, entre 1907 et 1912. Il a la particularité d'être international alors qu'il joue modestement dans un club de deuxième division.
Thomée joue son premier match en équipe nationale le 21 décembre 1907 contre l'équipe d'Angleterre et son dernier le 28 avril 1912 contre la Belgique. Au cours de sa carrière, il inscrit quatre doublés face à l'équipe de Belgique et deux doublés face à l'équipe d'Allemagne.
Il fait partie de la sélection néerlandaise lors des Jeux olympiques de 1908, compétition lors de laquelle il remporte la médaille de bronze. Il joue les deux matchs des Pays-Bas dans ce tournoi, face à la Grande-Bretagne puis face à la Suède.

## Palmarès
Pays-Bas
- Jeux olympiques :
  -  Bronze : 1908.